# Hollywood Dream: The Ride
Hollywood Dream: The Ride sont des montagnes russes assises du parc Universal Studios Japan, situé à Osaka, au Japon.

## Statistiques
- Trains : 9 wagons par train. Les passagers sont placés par 4 sur un seul rang pour un total de 36 passagers par train.

## Galerie

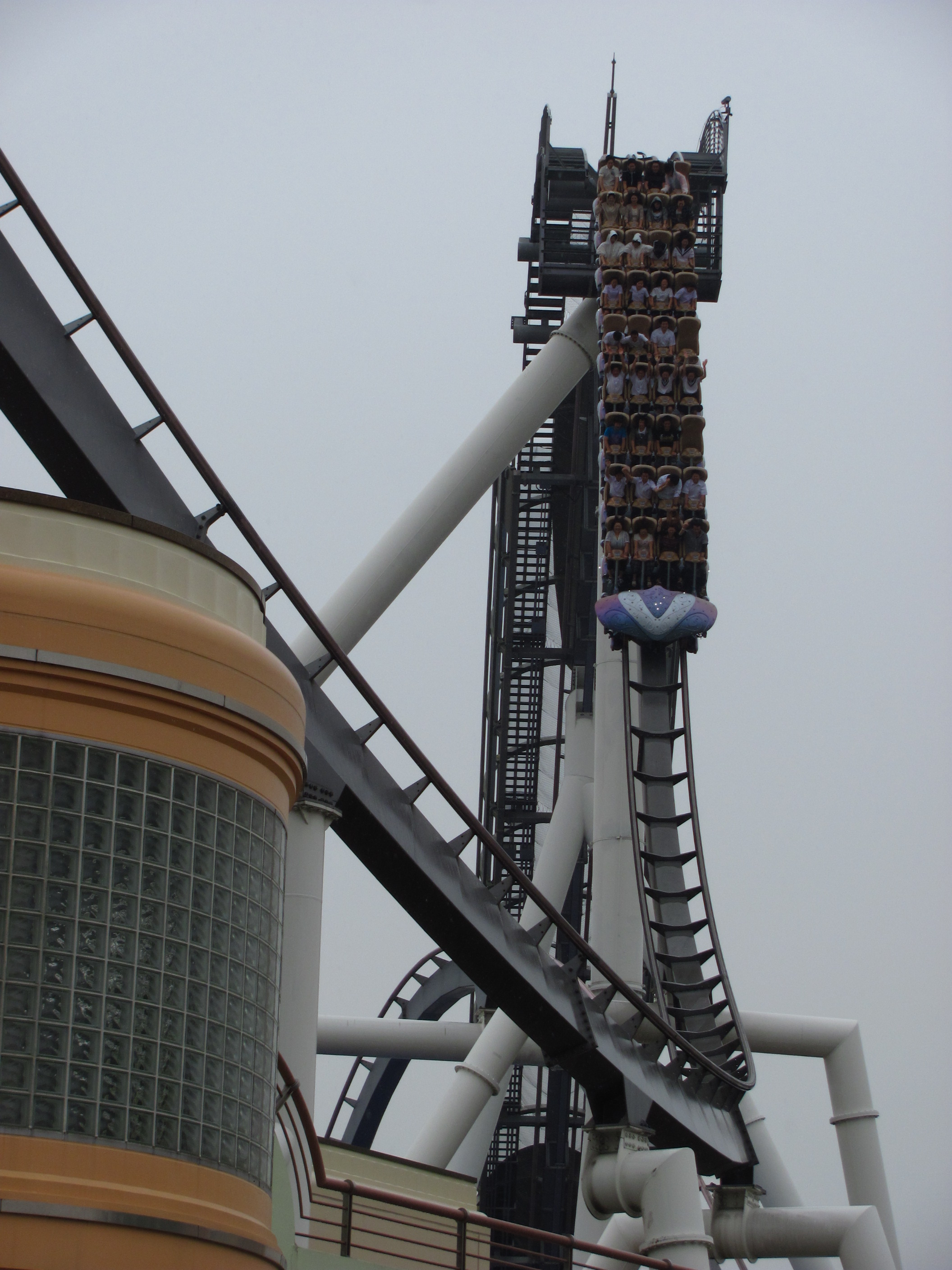
Première descente.
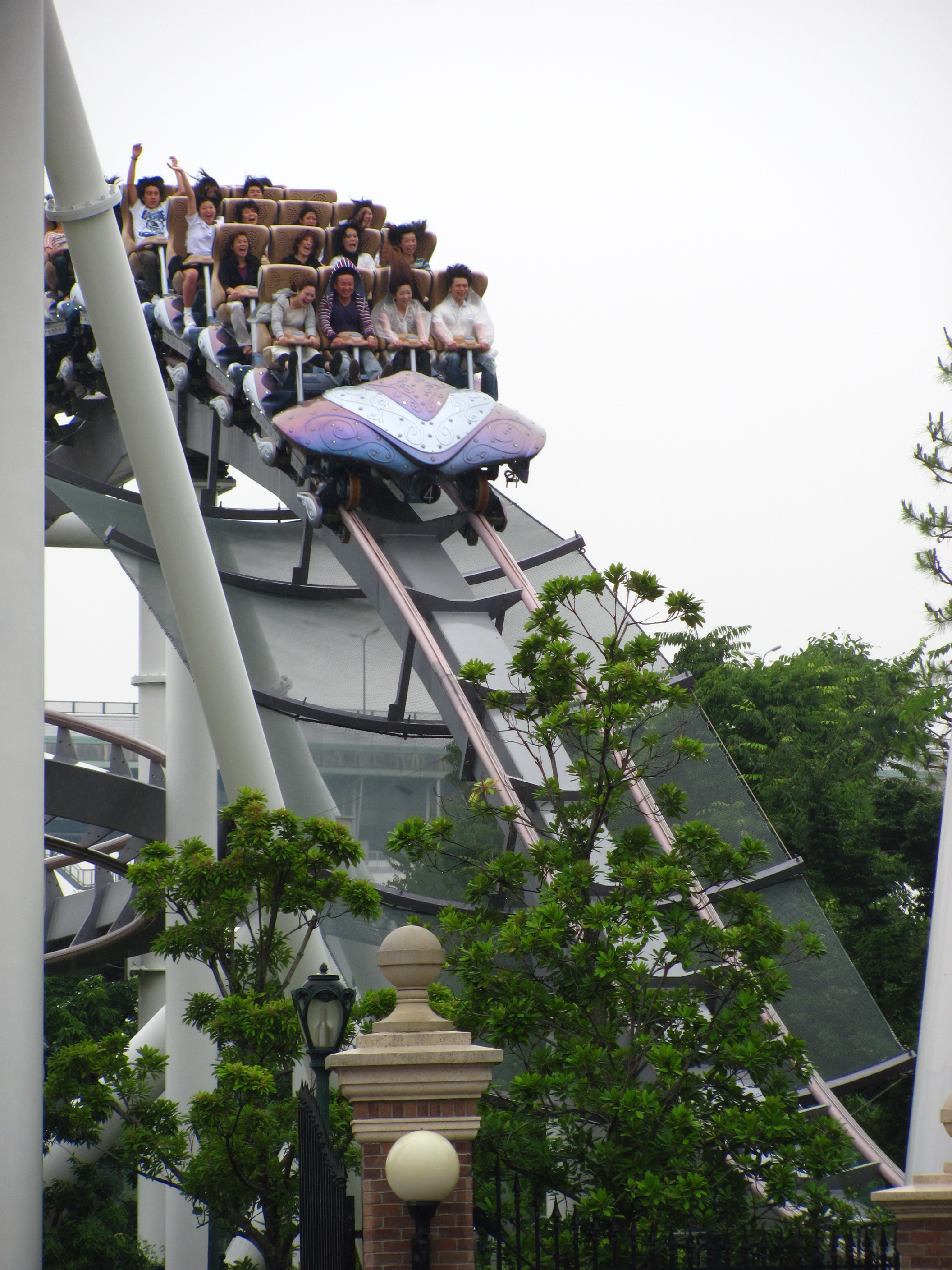
Train sur le parcours.
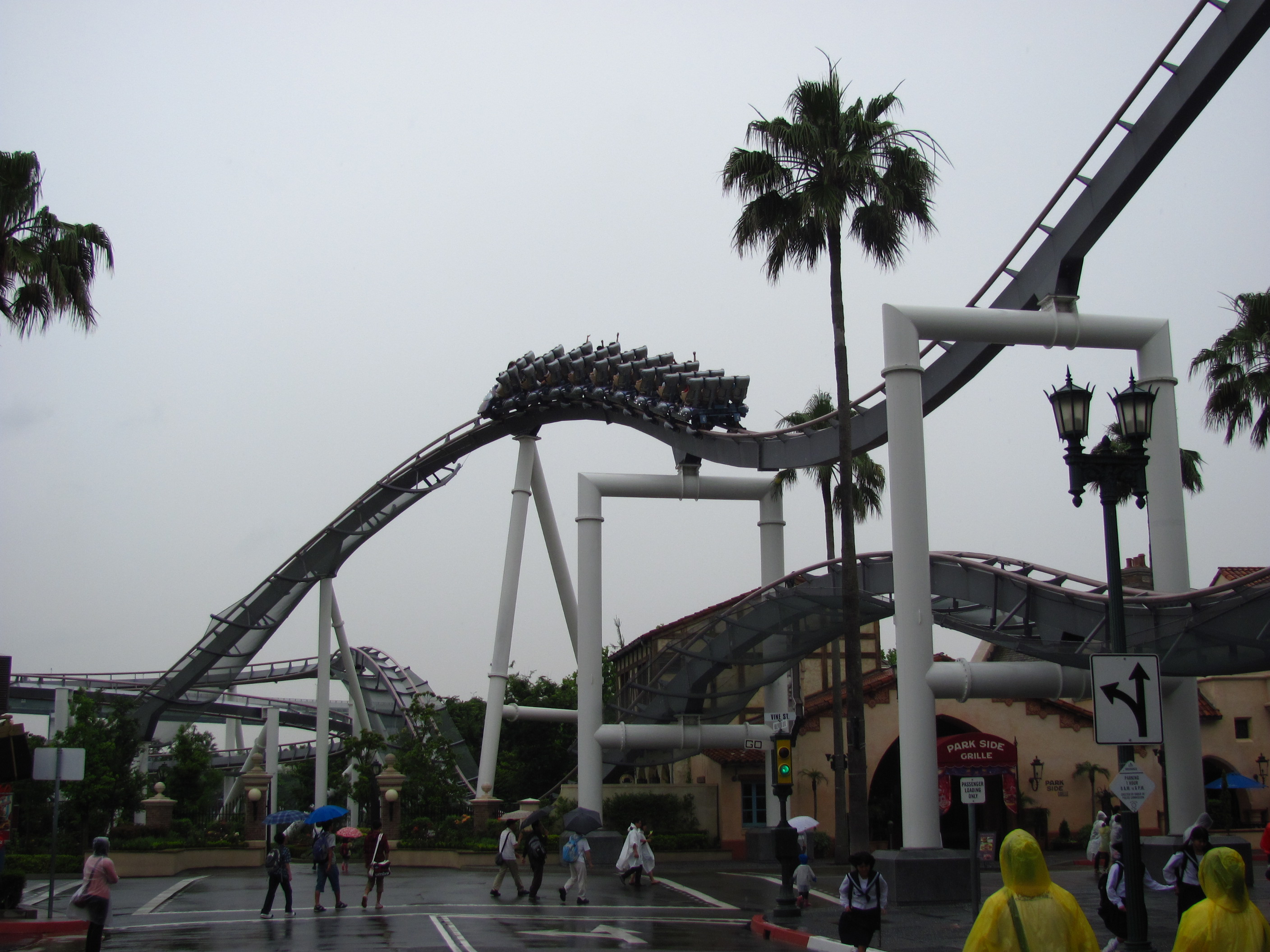
Morceau du parcours.
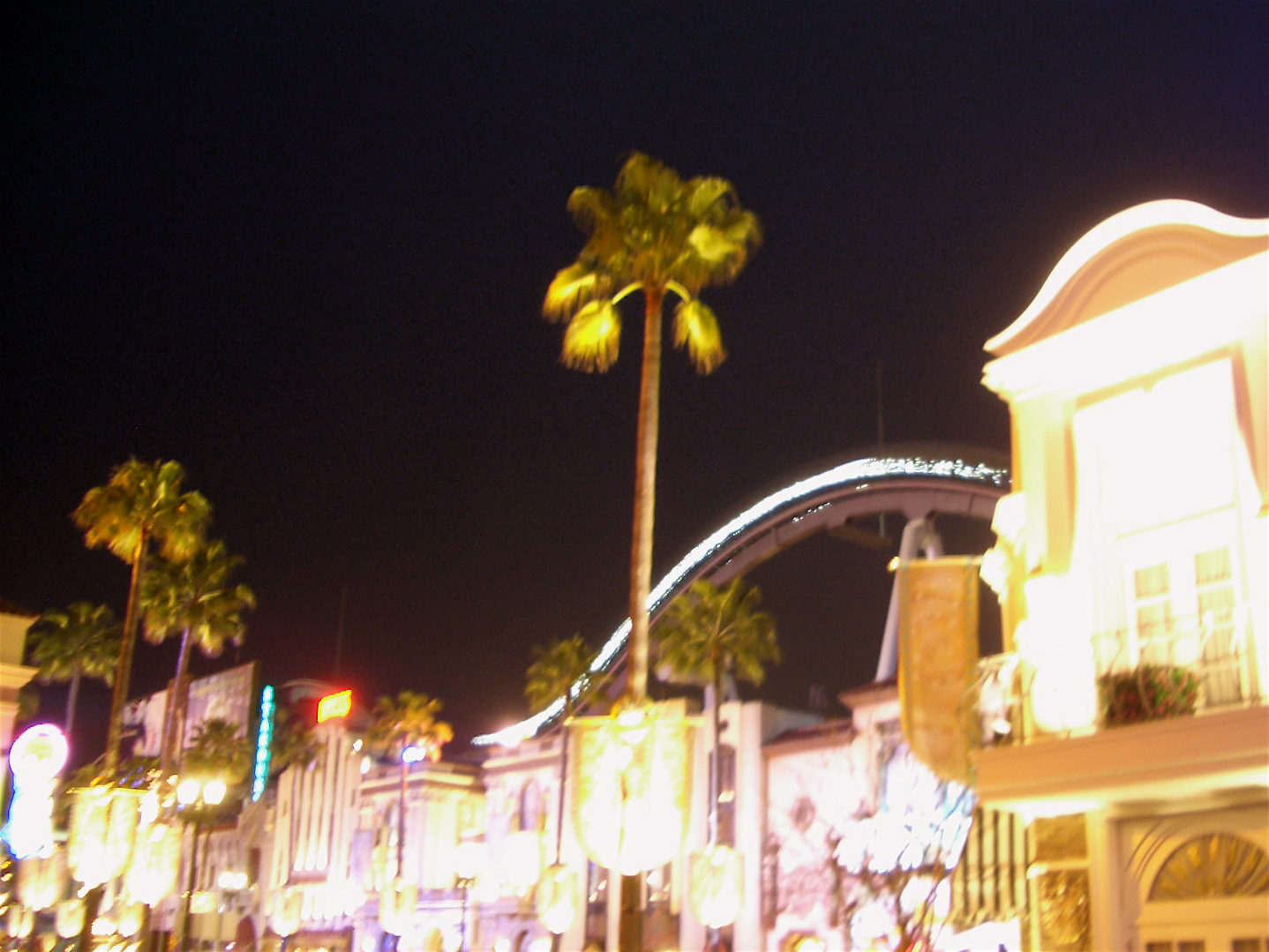
L'attraction, vue de nuit.